# Aldabra-Schnecke
Die Aldabra-Schnecke (Rhachistia aldabrae) ist eine landlebende Schnecke aus der Unterordnung der Landlungenschnecken (Stylommatophora). Sie ist auf dem zur Republik Seychellen gehörenden Aldabra-Atoll heimisch. Nachdem seit 1997 keine lebenden Exemplare der Art mehr gefunden worden waren, wurde sie 2007 als „mit 95-prozentiger Wahrscheinlichkeit“ ausgestorben betrachtet. Im August 2014 wurden mehrere lebende Aldabra-Schnecken, darunter auch Jungtiere, von einem Team der Seychelles Islands Foundation auf der an der Nordwestecke des Atolls liegenden Insel Malabar (Middle Island) entdeckt.

## Merkmale
Das Gehäuse ist länglich, abgerundet konisch und dickschalig. Seine Länge beträgt ungefähr 2 cm. Die Schnecke besitzt sieben nur schwach gewölbte Windungen, deren Durchmesser zur Mündung hin stetig zunimmt. Die Mündung ist schmal birnförmig, nur wenig schief stehend. Die letzte Windung ist unterhalb des größten Umfanges braun, oberhalb sind ein breites oder zwei schmälere schwarzbraune Bänder zu sehen. Die Nahtbinde der letzten zwei bis drei Windungen ist rosafarben bis lila. Die oberen Windungen sind schwärzlich bis dunkelviolett gefärbt, gegen die Mitte hin indigo oder „trüb bläulich“ wie es Eduard von Martens beschreibt.

## Verbreitung
Die Aldabra-Schnecke ist auf dem zur Republik Seychellen gehörenden Aldabra-Atoll endemisch. Sie war bis 1976 regelmäßig auf den zum Atoll gehörenden Inseln Picard, Malabar, Polymnie, Esprit und Grande Terre aufzufinden. Auf Grande Terre war sie zu Beginn des 20. Jahrhunderts sogar sehr häufig. Nach 1976 wurden nur noch zwei Exemplare entdeckt, und zwar 1986 und 1997 auf der Insel Picard. Erst im August 2014 konnten bei einer Bestandsaufnahme einiger selten besuchter Teile der Insel Malabar wieder adulte und juvenile Tiere beobachtet werden.

## Lebensweise
Über die Lebensweise und ökologischen Ansprüche der Aldabra-Schnecken ist wenig bekannt. Dementsprechend konnten über die Ursachen für den Rückgang der Populationen nur Vermutungen angestellt werden. Da Aldabra im Jahr 1982 in die Liste des UNESCO-Welterbes aufgenommen wurde und unter strengem Naturschutz steht, gibt es keine Gefährdung durch Abholzung oder Besiedelung. Ein Zusammenhang mit dem zunehmenden Ausbleiben der Niederschläge auf dem Atoll durch den Klimawandel und die daraus resultierenden langen Trockenperioden auf den Inseln wurde angenommen.
Nach dem Auffinden mehrerer Aldabra-Schnecken auf der Insel Malabar können Untersuchungen über das Verhalten und die Ernährung der Schnecken angestellt werden. Sie leben auf Büschen und in gemischter Vegetation nahe der Küste, so dass angenommen wird, dass sie keine speziellen Ansprüche an die Pflanzenwelt ihres Habitats stellen. Verwandte Arten der Gattung Rhachistia auf nahe gelegenen Inseln oder auf dem afrikanischen und dem asiatischen Festland weiden die Algenrasen auf Pflanzen ab. Sie haben eine relativ hohe Nachkommenschaft und leben mehrere Jahre. Es wird angenommen, dass die Aldabra-Schnecke wegen ihrer letztlich geringen Größe in feuchten Mulden und Erdspalten die Trockenperioden überleben konnte.

## Systematik und Taxonomie
Rhachistia aldabrae wurde 1898 von Eduard von Martens als Bulimius (Rhachis) Aldabrae erstmals beschrieben. Die Erstbeschreibung in den Mitteilungen aus der Zoologischen Sammlung des Museums für Naturkunde in Berlin entstand nach einem Gehäuse, das von August Brauer von seiner Reise auf die Seychellen in den Jahren 1894 bis 1895 mitgebracht worden war.